# Kadra Yusuf
Kadra Yosuf (també coneguda com a Kadra Noor o Kadra Norwegian) (16 de juny de 1980) és una activista somalí-noruega.
El 2000 va investigar la mutilació genital femenina en la comunitat somalí resident a Noruega. En secret, va exposar el suport dels imams a Noruega per a la pràctica. Per als seus esforços va rebre el Premi Honorari Fritt Ord, però des de llavors ha estat vivint amagada.
A l'abril de 2007, va cridar a reinterpretar de l'Alcorà pel que fa als drets de les dones musulmanes. Diversos dies després va ser atacada per un grup d'immigrants somalis, tant homes com dones, que li van dir que estava trepitjant l'Alcorà.